# Postleitzahl (Dänemark)

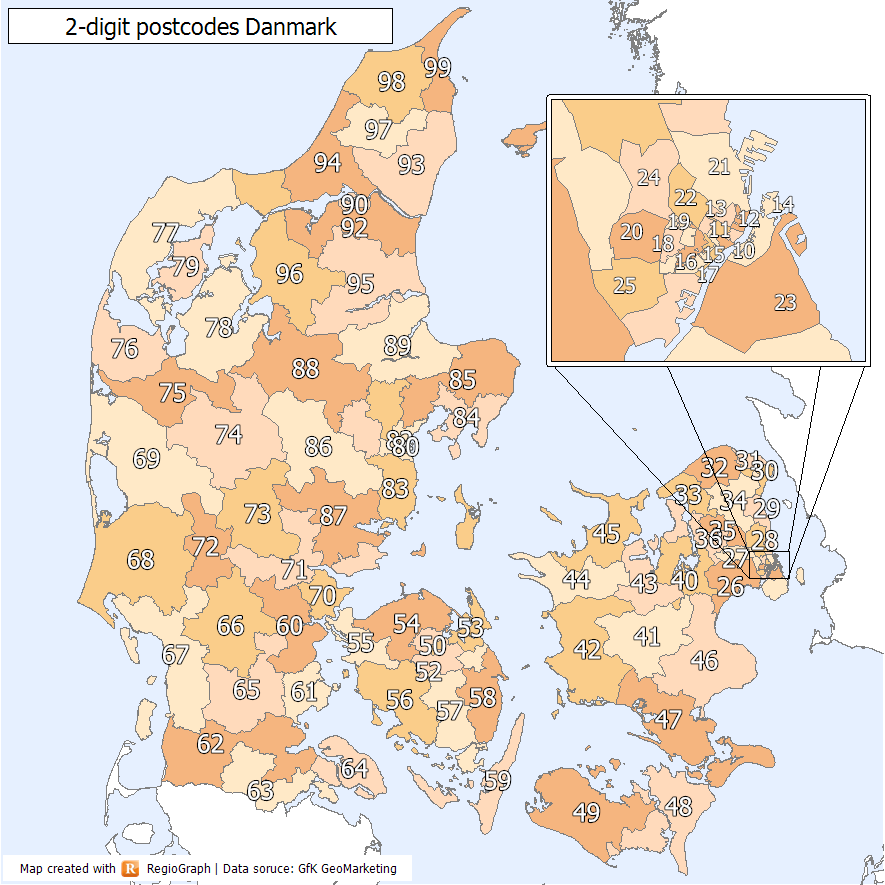
Postleitzahlen-Gebiete in Dänemark (ohne Bornholm) nach den ersten beiden Stellen

Die dänischen Postleitzahlen sind vierstellig und müssen stets ungekürzt angegeben werden. Sie wurde am 20. September 1967 in Dänemark, einschließlich Grönland und Färöer, eingeführt.
Da es weniger als 1000 Postämter gibt, konnte ein System entwickelt werden, das sowohl für die Postverteilung im Briefabgang als auch im Briefeingang geeignet ist. Die beiden letzten Ziffern geben bei größeren Städten genauer den Stadtteil an. Außerdem wurden eigene Postleitzahlen für bestimmte Straßen innerhalb der Großstädte und für einzelne Großempfänger vorgesehen.

## Liste
Ungefährer geographischer Ort der ersten Ziffer, beziehungsweise der ersten beiden Ziffern:
- 1xxx – Kopenhagen, Frederiksberg
- 2xxx – Frederiksberg, Kopenhagen (Land)
- 30xx – 36xx – nördliches Seeland
- 37xx – Bornholm
- 38xx – ursprünglich Färöer, wird nicht mehr verwendet – gehört nicht zur EU-Zone
- 39xx – Grönland – gehört nicht zur EU-Zone
- 4xxx – übriges Seeland und umliegende Inseln
- 5xxx – Fünen und umliegende Inseln
- 6xxx – südwestliches Jütland (inklusive Nordschleswig)
- 7xxx – mittleres und nordwestliches Jütland
- 8xxx – östliches Jütland
- 9xxx – Nordjütland